# SU-122-54自行反坦克炮
SU-122-54自行反坦克炮，是苏联于1948年开发的自行反坦克炮。冷战时期，西方情报机构根据苏联叛逃者维克多·苏沃洛夫提供的情报，曾将其错误地命名为IT-122自行反坦克炮（Истребитель танков，自行反坦克炮）。它是苏联最后一款批量装备的固定战斗室自行坦克炮。随着苏联重心从火炮向反坦克导弹转移，SU-122-54的量产计划大为削减。从1955年~1956年，共生产约77辆。

## 名稱
俄語名稱，全稱。设计代号，意為“第600次工程”。

## 开发经历
二战结束后，面对西方阵营装备部署的M26潘興和百夫长等新一代装甲车辆，以T-34坦克为底盘的SU-100自行反坦克炮逐渐力不从心。1946年，苏联部长会议决定停止生产SU-100，并委派鄂木斯克的174机器厂设计一款以新型T-54中型坦克为基础的122毫米自行火炮，替代SU-100在自行火炮团中的地位。项目代号600工程，由174厂总设计师伊万·布什涅夫负责。
600工程的设计颇具波折。主体设计图纸原定1948年7月完成，由于负责主炮的第9兵工厂出现延误而推迟五个月，至同年12月定型，1949年8月，苏联军方委员会审查通过了174厂的设计。正当175厂准备生产原型车时，项目却因作为主体的T-54中型坦克需要重新设计而暂停。1949年10月，整个项目被苏联部长会议转交给位于下塔吉尔的183厂设计局，后者决定推翻原案、从头设计。但在1950年5月，项目又被移回174厂，并于12月完成了第一辆原型车。经过三年的改进，最终于1954年通过国家验收，以SU-122-54的代号列装蘇聯陸軍。

## 设计特点

### 车体
SU-122-54是一款基于T-54中型坦克的全封闭战斗室自行反坦克炮，战斗室位于车体前部，驾驶室在右。乘员共五人：驾驶员、车长、炮手、第一装填手（兼任装弹机操作员）和第二装填手（兼任高射机枪手）。为了抵消前置战斗室带来的重心前倾问题，SU-122-54对负重轮位置进行了调整：第一、二对负重轮间距较小、而第三、四对负重轮间距较大，这让它看起来有点像后来的T-62主战坦克。不同的是，SU-122-54并没有像T-62那样拉长底盘，而是保留了T-54的车体长度。
动力装置为一台V-54 12缸液冷柴油引擎，输出功率520马力，搭配机械变速箱，共五个前进档和一个倒退档。最高时速为48千米/时，机动性和T-54基本相当。车体内部有四个油箱，外部翼子板上有两个外挂油箱，共720升，可供400千米公路行程。

### 火力
主武器为一门48.7倍身径D-49加农炮，和T-10A重型坦克上的D-25TA一样，都是著名的D-25加农炮的现代化版本，带有双室砲口制退器、炮管抽烟器和半自动装弹机。装填时，两名装填手先后将弹头和药筒置于膛室和装弹机的托盘上，按下按钮，链式装弹机将药筒推入膛内。借助半自动装弹机，可以达到每分钟4~5发的射速。火炮左右射界各8度，俯仰角-4~+16度。主要弹种为OF-471榴彈、BR-471、BR-471B和BR-471D穿甲弹。60年代初，为了应对M60巴頓和酋長式戰車的威胁，SU-122-54配发了BM-7脫殼穿甲彈和ZBK-4高爆反坦克彈。
副武器为两挺KPVT重機槍，一挺同軸机枪，另一挺为高射机枪。全车共携带35发主炮弹药、600发机枪弹药、2支AK-47突击步枪和20枚F-1手榴彈。
炮手使用一具Tsh-2-24瞄准镜，具有3.5倍和7倍放大倍率。车长指挥塔上装有一具TCD-09测距仪，具有4倍和10倍放大倍率，火炮和瞄准镜皆无稳定装置。车长发现目标后，可以根据测距仪显示与目标的方位夹角，决定车体是否需要转向。间接射击时，炮手使用S-71-24机械瞄准具获取射击诸元。除此之外，驾驶员舱盖上有三具广角潜望镜，炮手和装填手舱盖上各有一具MK-4潛望鏡。炮手瞄准镜和车长测距仪可以安装红外夜视仪，驾驶员潜望镜也可以更换为TVN-1夜视仪。
1956年，174厂曾计划为SU-122-54换装新型122毫米M-62S反坦克炮（GRAU编号：2А17），并在新总设计师亚历山大·苏利纳的领导下完成了一个木制模型，原计划于1960年投产，但整个项目由于SU-122-54的停产而不了了之。

### 防护
全车由軋壓均質裝甲焊接而成，正面首上100毫米倾角50度，首下100毫米倾角50度，正面两侧100毫米倾角41度，炮盾100毫米；侧面战斗室80毫米倾斜26度，侧面车体80毫米垂直；后面战斗室30毫米倾斜21度，后面车体45毫米倾斜17度；车顶20毫米，底盘20毫米。车内有自动灭火器。

## 生产运用

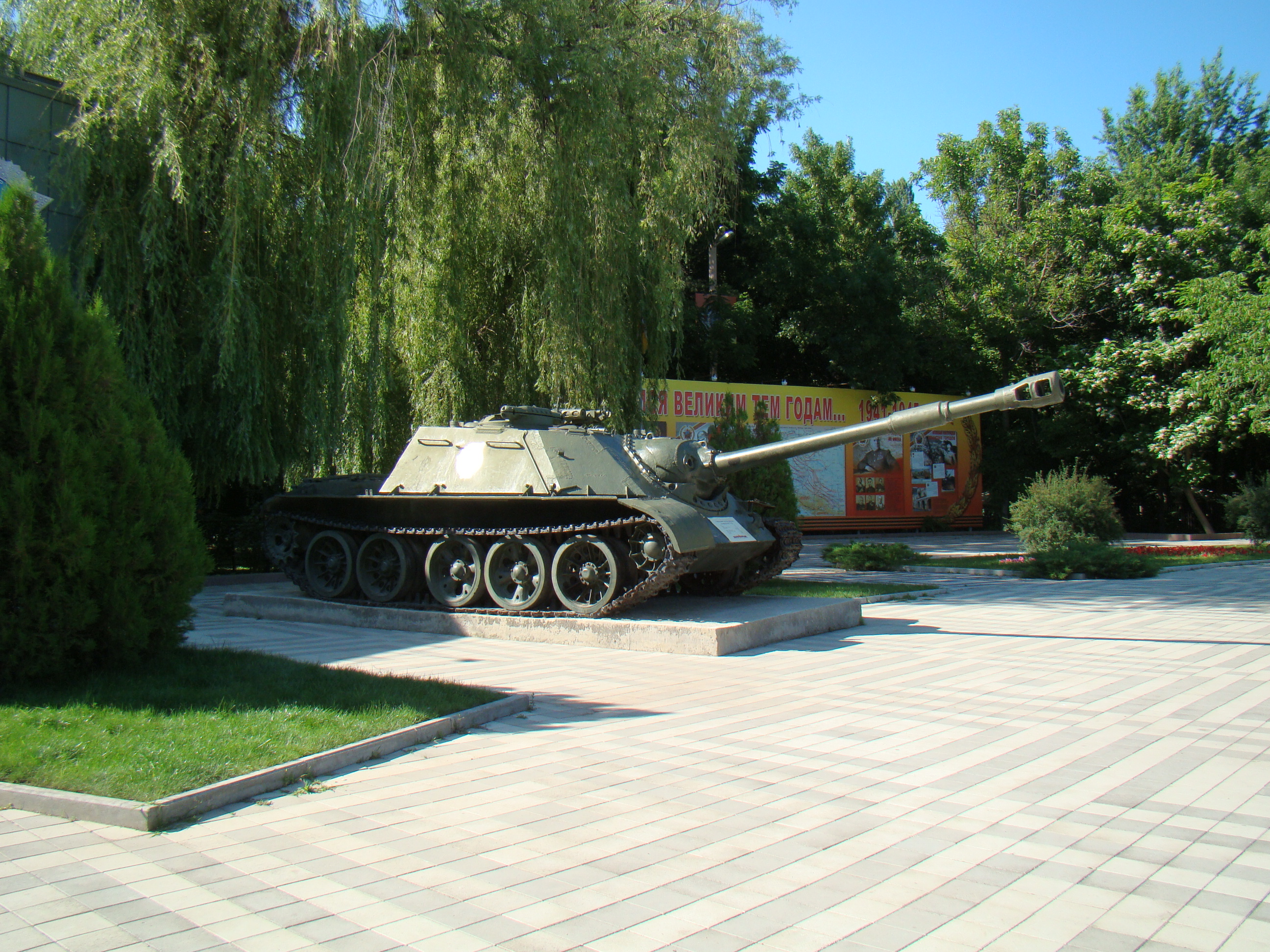
克拉斯诺达尔胜利兵器博物馆中的SU-122-54突击炮。

苏联部长会议原定1954年开始批量生产SU-122-54，但由于D-49火炮的产能不足，推迟至1955年方才开始。生产计划涉及鄂木斯克、下塔吉尔、车里雅宾斯克等多地的工厂，预计至1959年共生产900辆。然而在1950年代末，苏联军备发生了重大改革。在赫魯曉夫的支持下，突擊砲和重型戰車的地位被无后座力炮、反坦克导弹以及主战坦克所取代，SU-122-54变得毫无优势。1956年9月，苏联部长会议决定次年起停止生产SU-122-54。根据交付的D-49火炮数量判断，从1955年到1956年，SU-122-54共生产约77辆。
苏军的SU-122-54自行反坦克炮装备于摩托化步兵师中的摩步团，而非起初设想中的自行火炮团。每个团属反坦克营装备9辆SU-122-54。由于数量较少，在十余年的岁月中，SU-122-54的存在都不为西方所知。直到1967年代号“第聂伯河”的大规模軍事演習中，西方情报机构才第一次发现了SU-122-54，当时认为这是一款SU-100的现代化版本，并以年份编号为“SU-100 M1968”。
1968年8月21日，作为镇压布拉格之春的“多瑙河行动”一部分，蘇聯陸軍第30近卫摩步师和第128近卫摩步师的SU-122-54自行反坦克炮入侵捷克斯洛伐克科希策州的小城羅日尼亞瓦，封锁捷克南方的边境；第24摩步师的SU-122-54参与了夺取捷克捷欣附近机场的行动；近卫第11集团军从捷克波兰国境线进攻普日布拉姆的行动中也使用了这款突击炮。
直到1978年，苏联军官维克多·苏沃洛夫叛逃至英国，北大西洋公约组织情报机构才了解到这款突击炮的真实性能，将其命名为“IT-122”。此时SU-122-54早已从苏联军队中撤装，大部分改造为装甲工程车，活跃于阿富汗战争、黎巴嫩战争、切尔诺贝利核事故甚至乌克兰内战中。有些SU-122-54则被用来拍摄电影，充当德国的三號突擊砲。

## 衍生型号
- BMR-1：装甲工程车型。
- BIS-1：装甲扫雷车型。
- 610工程“野牛”：炮兵观察车型。主武器为一挺KPVT重機槍，装在一门假炮内。车内有PAB-2炮兵罗盘、DS-09测距仪、RT-2經緯儀。车长使用TPKU潜望镜和TCD-09测距仪，仅两辆样车。
- MTP-3：装甲抢修车型。
- BTS-600：装甲拖拉机型，未量产。